# Matsudaira Sadanobu
En aquest nom japonès, el cognom és Matsudaira.
Matsudaira Sadanobu, 松 平 定 信 |, (15 de gener de 1759 – 14 de juny de 1829) va ser un dàimio japonès del període Edo, famós per les seves reformes financeres que van ajudar a salvar el Domini de Shirakawa, com també per reformes similars que va realitzar mentre va exercir com a rōjū al Shogunat Tokugawa, des de 1787 fins al 1793.

## Joventut
Sadanobu va néixer al Castell d'Edo el 15 de gener de 1759, formant part de la branca Tayasu del clan Tokugawa. Els Tayasu van ser un dels gosankyō, els més antics dins les branques de cadets menors de les famílies de shoguns, i que encara mantenia el nom de Tokugawa, en comptes de les branques cadets que tenien el sobrenom de Matsudaira. El seu pare va ser Tayasu Munetake, fill del vuitè shogun Tokugawa Yoshimune, de mentalitat reformista.
La casa Tayasu es va mantenir a part de les altres branques cadets residents al castell d'Edo, practicant una forma de vida més austera, seguint l'exemple establert per Yoshimune. També es manté a part d'altres branques a causa de la seva història de frustrades ambicions polítiques; el fundador, Munetake, esperava arribar a ser l'hereu del seu pare però aquesta voluntat va ser traspassada al fill gran de Yoshimune, Ieshige. Com a resultat d'això, Sadanobu va ser criat des de molt aviat amb les esperances que fos ungit com el proper hereu shogun. La seva educació va ser molt extensa, sent realitzada en la línia del pensament confucià, i als quinze anys ja havia llegit i assimilat el cànon confucià. Tot i les expectatives, ja que diversos membres de la casa Tayasu van morir aviat, i nous intents per col·locar Sadanobu com el proper hereu shogunal, tot va ser frustrat per les maniobres polítiques de Tanuma Okitsugu, el rōjū d'aquell moment.

## Carrera
Frustrades les seves expectatives al shogunat, Sadanobu va ser adoptat per Matsudaira Sadakuni, cap d'una de les cases Hisamatsu-Matsudaira (una altra branca de cadets de Tokugawa), que va governar el domini meridional de Shirakawa (a la província de Mutsu, amb una taxació de 110,000 kokus), assumint el comandament a partir de 1783 a causa d'una perllongada malaltia del seu cap. Va haver d'enfrontar-se a una desastrosa situació econòmica que va saber solucionar. Les seves reformes, al costat de la seva gestió política, li van comportar molta fama, i va ser nomenat conseller en cap del shogunat l'estiu de 1787, i regent del 11è shogun Tokugawa Ienari a l'inici del següent any.
Aquest període d'enfortiment de Sadanobu dins el vacil·lant règim Tokugawa és conegut com el de les reformes Kansei. Les seves polítiques podrien també haver estat construïdes com una resposta reaccionària als excessos dels seus predecessors sota el Shogun Ieharu. Va restablir les finances del shogunat però amb el pas del temps, va renunciar. Com queda recollir en la seva autobiografia: "un ha retirar-se abans que s'estableixi el descontentament".
Més enllà de les seves reformes polítiques, Sadanobu també va ser conegut com a escriptor i moralista, i ho feu amb el pseudònim de Rakuō (楽 翁). Alguns dels seus notables textos són: Uge no Hitokoto, Tōzen Manpitsu, Kanko-Dori, Kagetsutei Nikki, Seigo, i Ōmu no Kotoba.

## Darrers anys
Si bé Sadanobu renunciar al seu lloc en el consell superior, va continuar mantenint-se en els assumptes polítics, mantenint-se en estret contacte amb Matsudaira Nobuaki, el seu successor al consell superior. Durant aquests últims anys del seu mandat a Shirakawa, el també va estar involucrat en matèries de defensa nacional, assumint obligacions de seguretat a la península de Bōsō el 1810 juntament amb Matsudaira Katahiro de Aizu. Es va retirar de la direcció familiar el 1819, i va ser ben succeït pel seu fill Sadanaga.
Sadanobu va morir el 1829, i d'acord amb el seu testament, el seu fill sol·licità a la família Yoshida a Kyoto el deïficat títol de Shukoku-daimyōjin.8 Aquest li va ser atorgat en tres etapes: 1833, 1834, i 1855. Sadanobu va ser santificat al santuari de Chinkoku-Shukoku juntament amb el fundador Hisamatsu, amb Sadatsuna, amb Sugawara no Michizane i dues personalitats més. Aquest santuari té els seus ramals tant a Kuwana, on Sadanaga va ser transferit, com en l'anterior feu de Sadanobu, Shirakawa, on el santuari va ser construït l'any 1918.